# Pseudosarbia flavofasciata
Pseudosarbia flavofasciata är en fjärilsart som beskrevs av Henry Skinner 1921. Pseudosarbia flavofasciata ingår i släktet Pseudosarbia och familjen tjockhuvuden. Inga underarter finns listade i Catalogue of Life.